# Sphyraena putnamae
Sphyraena putnamae es un pez de la familia de los esfirénidos en el orden de los perciformes.

## Morfología
Pueden alcanzar los 90 cm de largo total.

## Distribución geográfica
Se encuentran en las costas del Mar Rojo y del África Oriental hasta Nueva Caledonia, Vanuatu, sur del Japón, Fiyi y Tuvalu.